# Hans Rosling

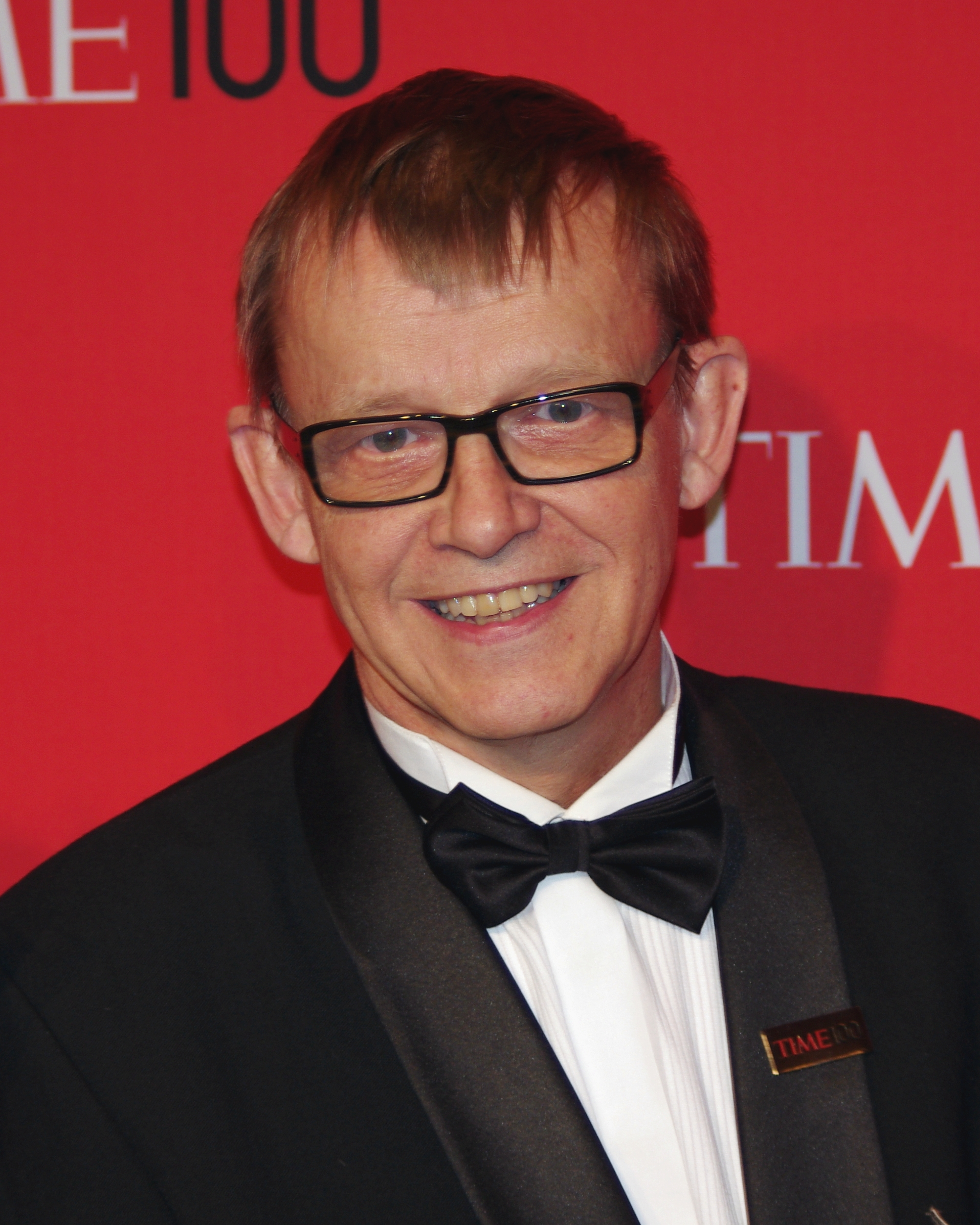
Hans Rosling (2012)

Hans Gösta Rosling (* 27. Juli 1948 in Uppsala, Schweden; † 7. Februar 2017 ebenda) war ein schwedischer Arzt. Er war Professor für Internationale Gesundheit am Karolinska Institutet und Direktor der Gapminder-Stiftung in Stockholm. Er hielt weltweit Vorträge, mitunter einige TED Talks, in denen er die Verwendung von Statistiken zur Analyse von Entwicklungsproblemen bewarb. Sein posthum veröffentlichtes Buch Factfulness, welches er gemeinsam mit seinem Sohn Ola Rosling und seiner Schwiegertochter Anna Rosling Rönnlund verfasste, wurde ein internationaler Bestseller.

## Leben
Von 1967 bis 1974 studierte Rosling Medizin und ein Semester lang Statistik an der Universität Uppsala sowie 1972 Öffentliche Gesundheit am St. John’s Medical College in Bengaluru im Süden Indiens. 1974 erhielt Rosling an der Universität Uppsala die Approbation zum Arzt und 1978 ebenda sein Diplom in Ernährung, Öffentlicher Gesundheit und Tropenmedizin. 1977 absolvierte er des Weiteren ein Jahresstudium International Aid and Disaster Relief an der Sandö School. Von 1979 bis 1981 arbeitete er schließlich als Amtsarzt im Nacala im Norden Mosambiks.
Am 21. August 1981 entdeckte Rosling den Ausbruch einer bis dahin unbekannten Krankheit, die Lähmungen verursachte. Für die Erforschung dieser Krankheit erhielt er 1986 einen Ph.D. von der Universität Uppsala. Er verbrachte insgesamt zwei Jahrzehnte mit der Erforschung von Krankheiten in abgelegenen ländlichen Gebieten in Afrika und betreute dabei mehr als zehn Doktoranden. Seine Forschungsgruppe nannte die neue Krankheit Konzo. Diese Bezeichnung wird in der Sprache der zuerst betroffenen Bevölkerung für die Krankheit benutzt. Die Ursache für Konzo-Ausbrüche sind cyanogene Glycoside, die über unzureichend verarbeiteten Maniok aufgenommen werden.
Seine Forschungen haben sich auch auf andere Verbindungen zwischen der wirtschaftlichen Entwicklung, der Landwirtschaft, der Gesundheit und der Armut in Afrika, Asien und Lateinamerika erstreckt. Von 1983 bis 1996 war Rosling Berater der Weltgesundheitsorganisation (WHO), des Kinderhilfswerks der Vereinten Nationen (UNICEF), der Schwedischen Zentralbehörde für internationale Entwicklungszusammenarbeit (speziell ihrer Abteilung für Forschungszusammenarbeit) und mehrerer Hilfsorganisationen.
1990 wurde Rosling zum Associate Professor of Internal Medicine an der Universität Uppsala und 1999 zum Professor für Internationale Gesundheit an der Institutionen för Folkhälsovetenskap des Karolinska Institutet berufen. 1993 war er zudem eines der Gründungsmitglieder von Ärzte ohne Grenzen in Schweden (Läkare Utan Gränser). Ab 1998 war Rosling Vorsitzender des Forschungs- und Trainingsprogramms (KIRT) sowie Mitglied im Internationalen Ausschuss des Karolinska Institutet. Dort war er von 2001 bis 2007 Leiter der Abteilung für Internationale Gesundheit (IHCAR). Ab 2005 war er Mitglied der Internationalen Gruppe der Schwedischen Akademie der Wissenschaften.
Rosling gründete zusammen mit seinem Sohn Ola Rosling und seiner Schwiegertochter Anna Rosling Rönnlund die Gapminder-Stiftung. Gapminder hat die Software Trendalyzer entwickelt, die (internationale) Statistiken verständlicher sowie interaktiv darstellt.
Das Ziel ist die Förderung einer auf Fakten beruhenden Sicht der Welt durch den verstärkten Einsatz und das Verständnis frei zugänglicher öffentlicher Statistiken. Seine durch Gapminder unterstützten Vorlesungen und Präsentationen zur Visualisierung der Welt haben zum Teil Auszeichnungen gewonnen. Die interaktiven Animationen stehen kostenlos auf der Gapminder-Website zur Verfügung. 2007 verkaufte die Gapminder-Stiftung den Quellcode von Trendalyzer an Google. Anna und Ola Rosling arbeiteten danach drei Jahre am Hauptsitz von Google um diese auszubauen und weltweit frei verfügbar zu machen. Der Erlös ermöglichte es Rosling, seine Stelle am Karolinska Institutet auf 10 Prozent zu reduzieren und bei Gapminder unter der Berufsbezeichnung „Edutainer“ an der Produktion von YouTube-Videos mitzuwirken.
Während der Ebolafieber-Epidemie 2014 sagte Rosling seine Vorlesungen ab und reiste nach Liberia, um zu helfen und seine Expertise einzubringen. Im gleichen Jahr erhielt er die Patron’s Medal der Royal Geographical Society. 2016 wurde Hans Rosling gemeinsam mit seinem Sohn und seiner Schwiegertochter mit dem Leonardo European Corporate Learning Award ausgezeichnet. Das von Hans Rosling mitverfasste Buch Factfulness, in dem die von Gapminder fokussierte Weltsicht vermittelt wird, wurde 2018 von Bild der Wissenschaft als ein „Wissensbuch des Jahres“ ausgezeichnet.
Laut der Gapminder-Stiftung litt Hans Rosling an Bauchspeicheldrüsenkrebs, der 2016 diagnostiziert wurde und an dessen Folgen er am 7. Februar 2017 starb.

## Schriften
- mit O. Rosling, A. Rosling Rönnlund: Factfulness: Ten Reasons We're Wrong About the World – and Why Things Are Better Than You Think. Flatiron 2018, ISBN 9781250123817.[11]
  - dt.: Factfulness – wie wir lernen, die Welt so zu sehen, wie sie wirklich ist. Ullstein, Berlin 2018, ISBN 978-3-550-08182-8.
- mit Fanny Härgestam: Hur jag lärde mig förstå världen. Natur & Kultur, Stockholm 2017.
  - dt.: Wie ich lernte, die Welt zu verstehen. Ullstein, Berlin 2019, ISBN 978-3-550-20058-8.
- mit A. Lindstrand, S. Bergström, B. Rubensson, B. Stenson und T. Tylleskär: Global Health. An Introductory Textbook. Studentlitteratur, Lund 2006, ISBN 91-44-02198-4.
- mit A. O. Onabolu, O. S. Oluwole und M. Bokanga: Ecological variation of intake of cassava food and dietary cyanide load in Nigerian communities. In: Public Health Nutrition. 4(4), 2001, S. 871–876, PMID 11527510.
- mit O. S. Oluwole, A. O. Onabolu und H. Link: Persistence of tropical ataxic neuropathy in a Nigerian community. In: Journal of Neurology, Neurosurgery & Psychiatry. 69(1), 2000, S. 96–101, PMID 10864612.